# Cyperus ekmanii
Cyperus ekmanii là loài thực vật có hoa trong họ Cói. Loài này được Kük. mô tả khoa học đầu tiên năm 1926.